# Гёррес, Гвидо
Гвидо Мориц Гёррес (нем. Guido Moritz Görres; 28 мая 1805, Кобленц — 14 июля 1852, Мюнхен) — немецкий писатель
, поэт, журналист, редактор, публицист.

## Биография
Сын известного публициста Йозефа Гёрреса. Изучал историю и философию в университете Бонна. Во время занятий историей познакомился с Шарлем де Монталамбером, оказавшему на него влияние и в 1830-х годах стал обращаться к писательскому творчеству. Кроме того, Гёррес всегда был активен в католической политической журналистике и имел связи и контакты с ведущими консервативными католическими кругами связанными с его отцом Йозефом Гёрресом. Участвовал в создании историко-политических газет своего отца для католиков Германии. После смерти отца стал их редактировать.
Гёррес, в основном, писал духовные песни, некоторые из которых также стали популярными в народе песнями.

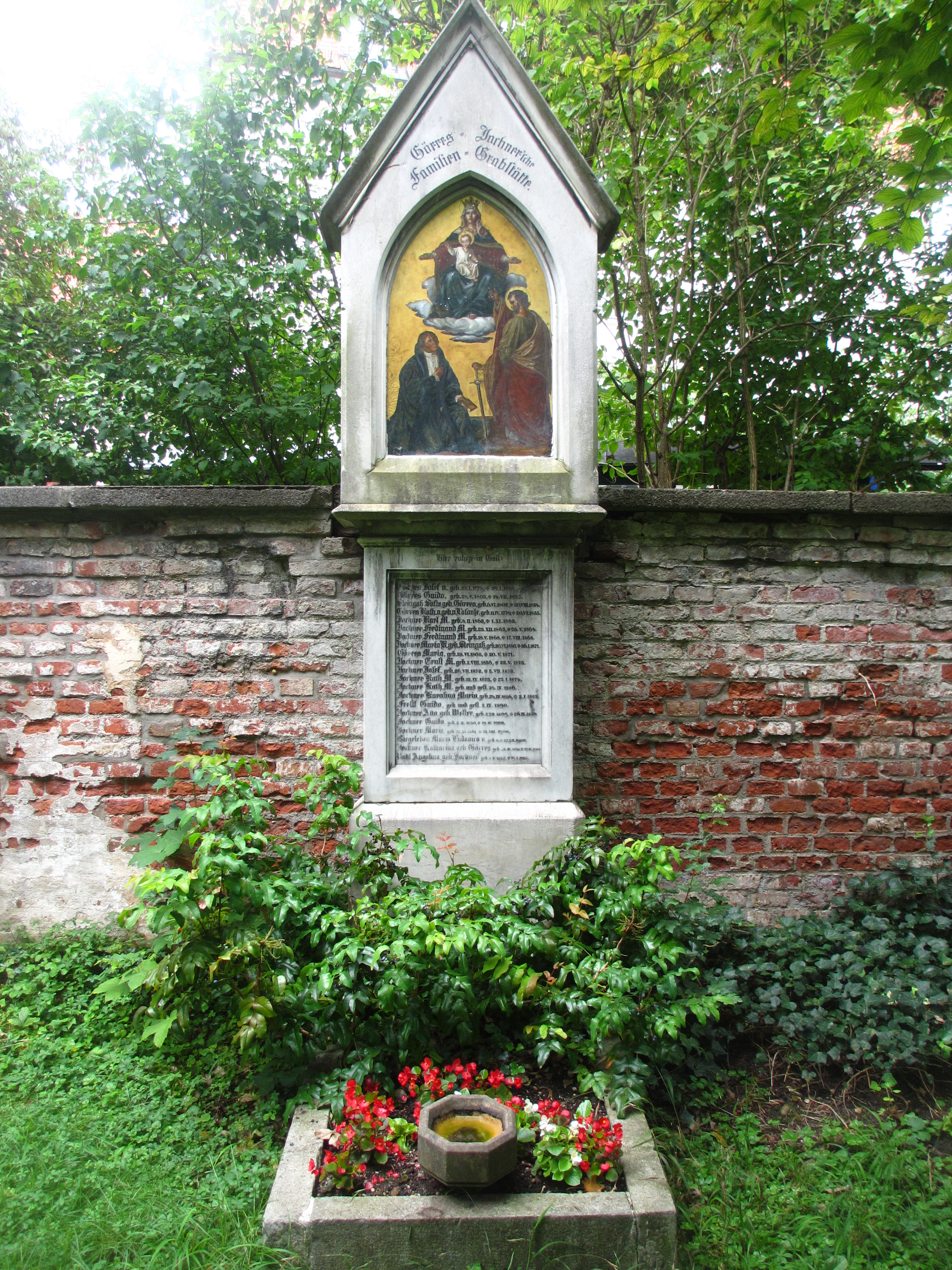
Могила Г. Гёрреса на Старом Южном кладбище в Мюнхене

Похоронен на Старом Южном кладбище в Мюнхене в одной могиле с отцом и сестрой Марией.

## Избранные сочинения
- «Die Jungfrau von Orleans nach den Prozessakten und gleichzeitigen Chroniken» (1834);
- «Festkalender in Bildern und Liedern» (1835—1839);
- «Schön Röslein» (сказка, 1838);
- «Marienlieder» (1842);
- «Das Leben der heiligen Cäcilia» (эпическая поэма, 1843);
- «Siegfried und sein Kampf mit dem Drachen» (1843);
- «Gedichte» (1844);

поэмы
- - «Die Gottesfahrt nach Trier und des Teufels Landsturm» (1844) ;
  - «Die Arme Pilgerin zum heiligen Rocke» (1846).